# Necrofobia

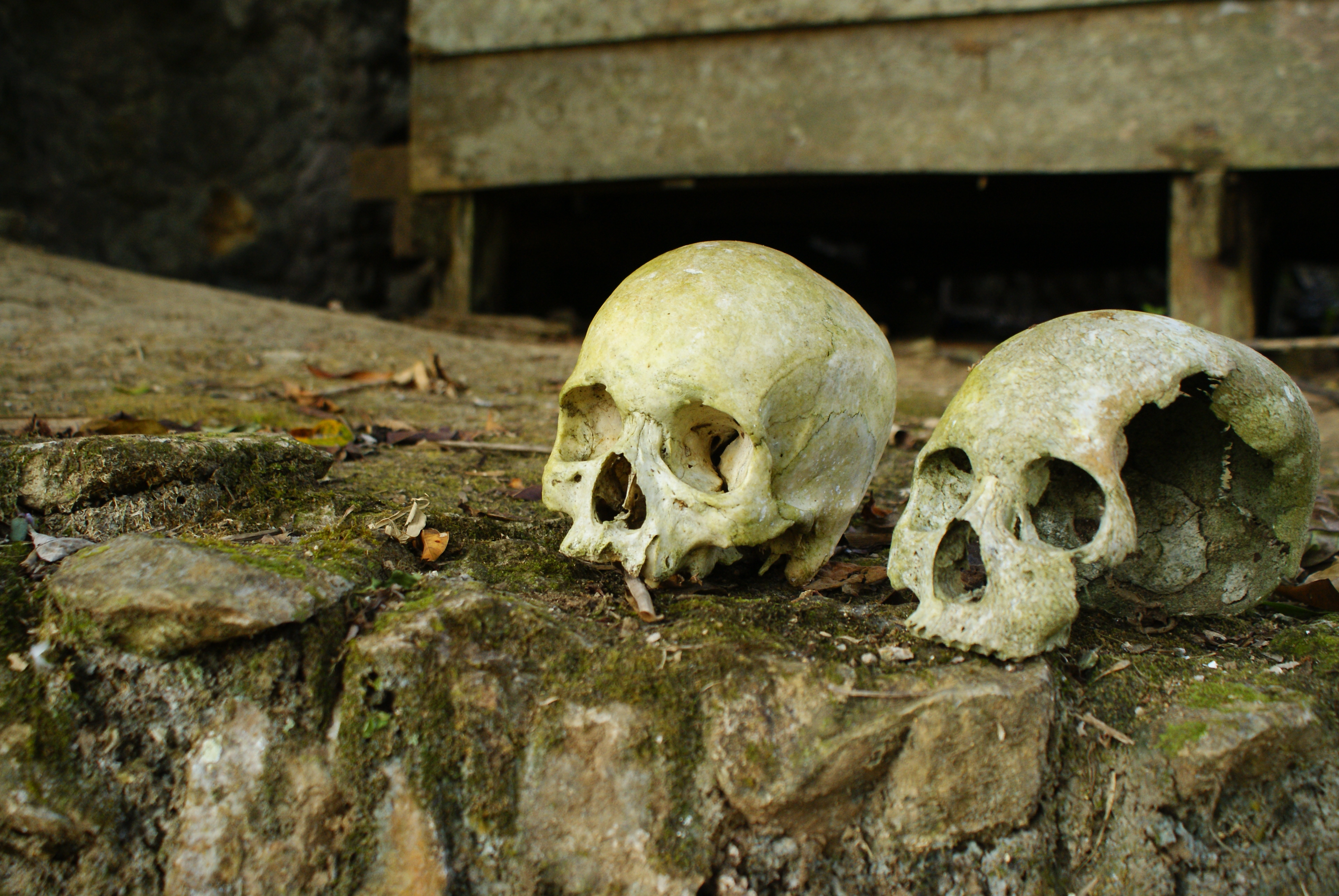
Cráneos humanos; imagen que puede provocar miedo intenso en una persona con necrofobia.

La necrofobia o tanatofobia es la fobia o miedo a la muerte o a las cosas muertas. Ambos términos suelen usarse alternativamente, tanatofobia es más específico: incluye, aunque no se limita, al miedo a la propia muerte. Necrofobia es el miedo a la muerte, a las cosas muertas (por ejemplo, cadáveres) así como a ciertas cosas asociadas a la muerte (por ejemplo, ataúdes). El término se deriva del griego necros (cadáver) y phobos (miedo).
Quienes padecen de esta condición no pueden explicar con claridad el sentimiento escalofriante que experimentan al estar frente a una momia o a un cadáver.